# Gregory Campbell
Gregory Lloyd Campbell, född 15 februari 1953 i Londonderry, är en brittisk (nordirländsk) politiker (Democratic Unionist Party). Han är ledamot av underhuset för East Londonderry sedan 2001.
Campbell föddes i den protestantiska arbetarstadsdelen Waterside i Londonderry. Han var med i slaget om Bogside som ung där han slogs mot nationalisterna. Han blev 2001 parlamentsledamot för valkretsen East Londonderry. Campbell var också ledamot av Nordirlands regionala parlament 1998–2016. Han var minister för regional utveckling (Minister of Regional Development) i Nordirlands regering (Northern Ireland Executive) från juli 2000 till oktober 2001 och kultur-, konst- och fritidsminister (Minister of Culture, Arts and Leisure) från juni 2008 till juni 2009.